# Hielera

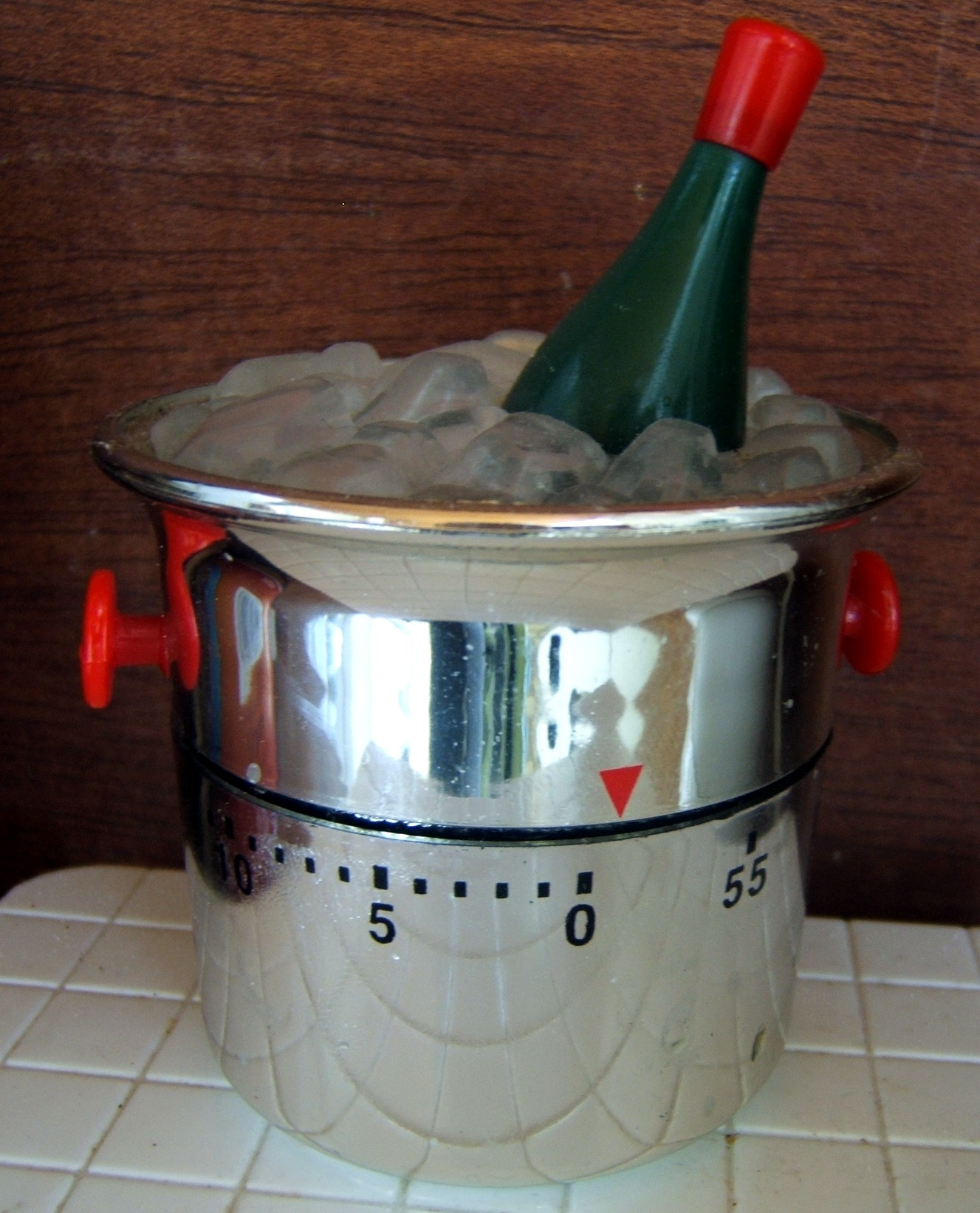
Hielera.

La hielera es un recipiente que contiene cubitos de hielo y que se utiliza para mantener fría la bebida. 
Consiste en un recipiente abierto y amplio en su parte superior, tiene dos asas laterales para facilitar su traslado. Está fabricado de metal o de cristal y se emplea en el servicio de vinos blancos, rosados o cava con objeto de mantener su temperatura durante el tiempo que dura la comida: 
- los vinos blancos deben servirse a una temperatura entre 7º y 10º, salvo los dulces que se beben a temperatura inferior y los de crianza que se toman más calientes
- los rosados se sirven entre los 6º y los 8º
- el cava se sirve entre 5º y 7º

Para conservar su aroma y sabor en las mejores condiciones es necesario mantenerlos a su temperatura inicial hasta que se consuma por completo la botella, razón por la que deben inroducirse en un recipiente con hielo. 
La hielera se coloca en una mesa auxiliar o en un soporte independiente en el lateral de la mesa. El mueble consiste bien en una estructura que se engancha al tablero de la mesa, bien en una soporte con pie que se apoya sobre el suelo. La hielera tan solo se saca en el caso en que se vaya a consumir un vino frío o espumoso y en el momento en que se traiga la botella a la mesa. Cuando el camarero va a servir el vino, lo extrae de la misma y seca su extremo inferior con una servilleta de modo que no gotee sobre la mesa. 
Otra utilidad de la hielera es la de retirar la botella de la mesa liberando así espacio para colocar fuentes, vinagreras u otros elementos.